# Bree Van De Kamp
Bree Van De Kamp er en fiktiv person fra tv-serien Desperate Housewives. Hun spilles af Marcia Cross.
Bree er den perfekte mor og kone, sådan betragter alle hende, alle på nær hendes egen familie. 
Bree har svært ved at tale om følelser og går meget op i, at facaden bliver opretholdt.

## Familie
Hun er datter af Henry Mason. Hendes mor døde da hun var lille, så ingen kender hende. Faren har giftet sig igen med Eleanor. Da hun var ung, blev hun forlovet med Ty Grant, men slog op med ham, da Rex friede. Rex og Bree blev gift og fik børnene Andrew og Danielle. Rex døde tragisk vis, han blev myrdet af George Williams, deres apoteker. Bree ved ikke at han har myrdet Rex, og de bliver forlovet. Senere finder Bree ud af det, og George begår selvmord. Efter en nedtur møder Bree Orson Hodge. Orson er tandlæge. Efter noget tid bliver de gift, og Bree bliver for første gang i lang tid lykkelig. efter mange års ægteskab forelsker Bree sig i Susan Mayers eksmand som frier til hende. Hun søger om skilsmisse og Orson går med til det. Hun er veninder med Gabrielle Solis, Susan Mayer og Lynette Scavo der også bor på Wisteria Lane.